# Конфлан

Исторический район Конфлан (выделен более тёмным) и французский департамент Восточные Пиренеи

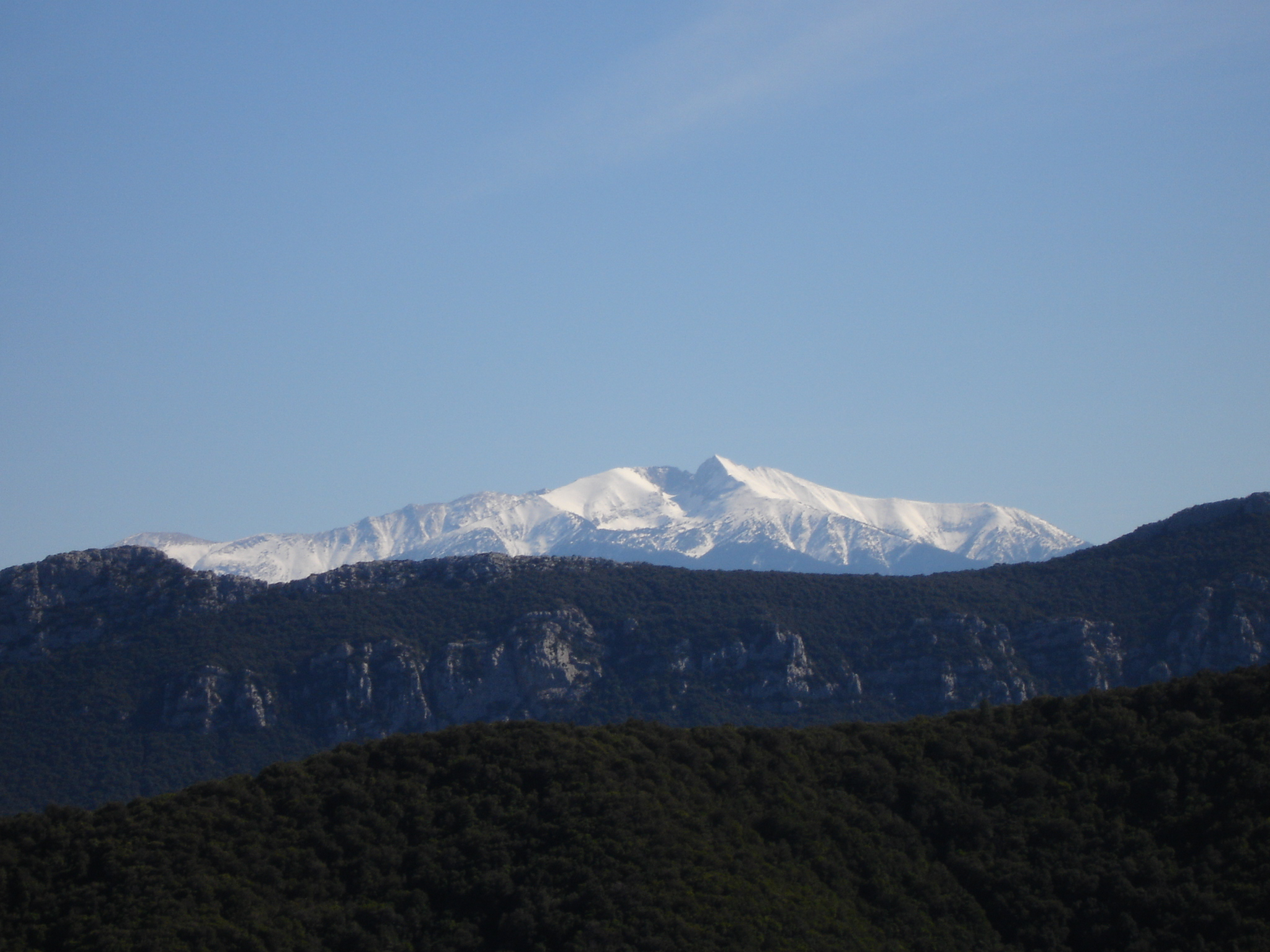
Гора Каниго — самый важный символ Конфлана

Конфлан (кат. Conflent, фр. Conflent) — исторический район (комарка) Каталонии, который сейчас находится на территории современного французского департамента Восточные Пиренеи. Крупнейший муниципалитет района и его столица — Прада (кат. Prada, фр. Prades). На севере граничит с окситанским районом Фенулледа, на востоке с Руссильоном, на западе с Капсиром и Серданью (Альта-Серданья) и на юге с Валеспиром и Рипольесом. Берет начало в средневековом каталонском графстве Конфлан. Название жителей — conflentí или conflentà (что можно перевести с каталанского как конфлентинец или конфлентанец).
Конфлан имеет площадь в 882 км². В 1999 году в Конфлане проживало 19.192 человек, с протностью населения 21,76 человек на km².
Конфлан вместе с другими районами Северной Каталонии (Альта-Серданья, Валеспир, Капсир и Руссильон) был отделён от остальной Каталонии в XVII веке, в результате поражения Каталонии в войне жнецов. После подписания Пиренейского мирного договора, Испания была обязана отдать Северную Каталонию Франции, что означало четвертование каталонского Княжества.
Существует погорорка «Conflent, bona terra i dolenta gent» или «En Conflent, mala terra i bona gent». Первый вариант этой поговорки можно перевести как «В Конфлане, хорошая земля/почва и плохой народ/плохие люди». Второй же вариант можно перевести как «В Конфлане, хороший народ/добрые люди и плохая земля/почва»[значимость факта?].

## География

### Природные районы
Конфлан в основном разделен на природные районы. 53 населенных пункта из которых состоит Конфлан входят в субрайоны Верхний Конфлан, Средний Конфлан, Нижний Конфлан, Гаррочес, и часть плато Сорниа которое также входит в окситанский район Фенулледа.

### Орография
Орография Конфлана состоит из высоких и средних долин реки Тет, от пещер Сердани возле которых протекает эта река, в каньоне между Сауто и Фонтпердоза, и до района Рибераль де ла Тет в Руссильйоне.

## Населённые пункты Конфлана

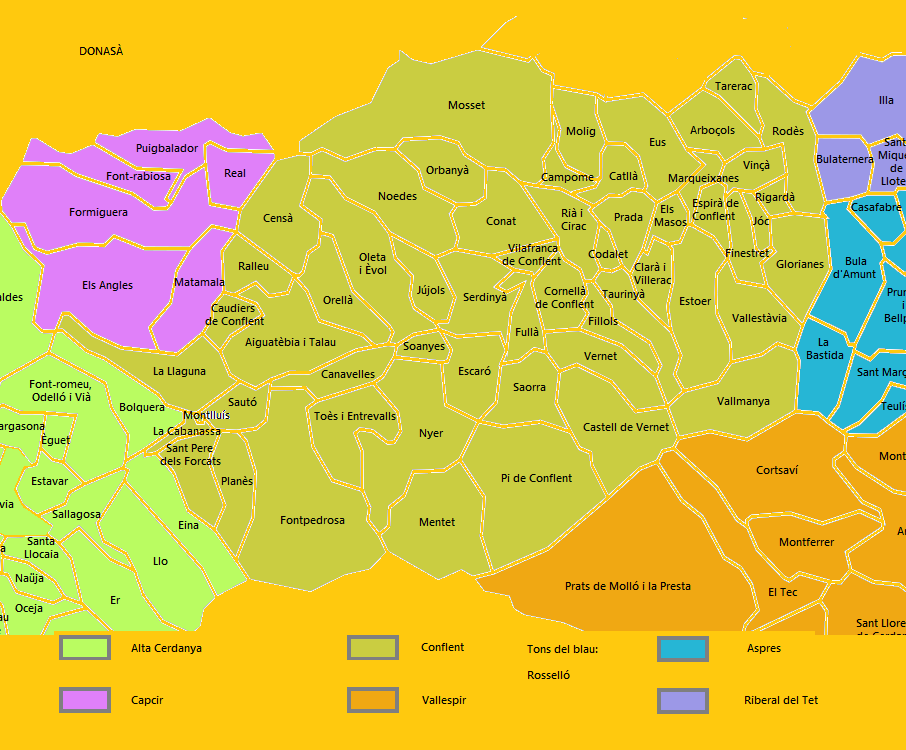
Карта Конфлана

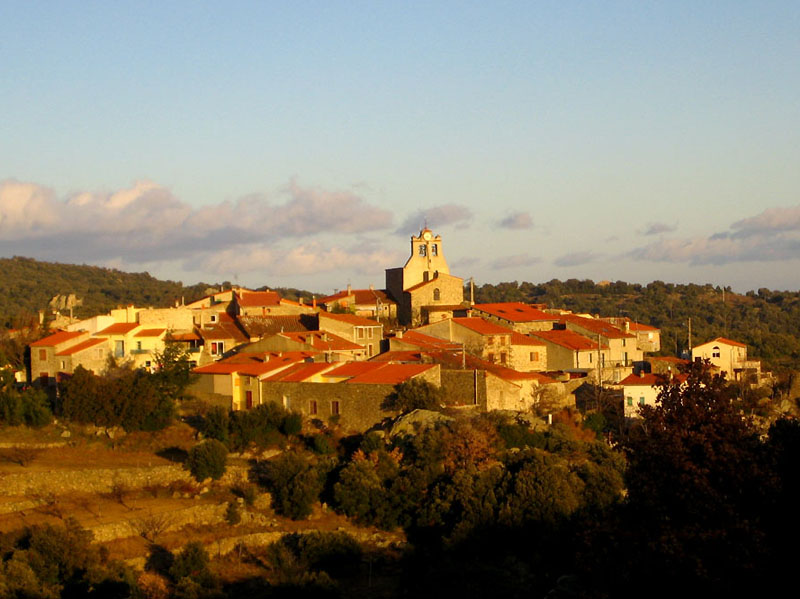
Город Арбусоль

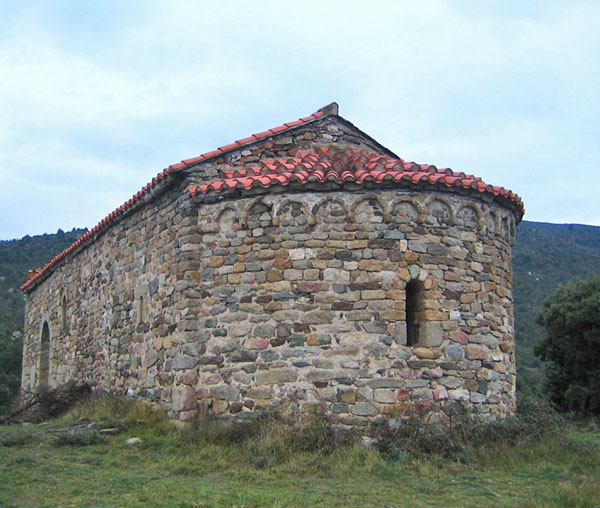
Пустынь Св. Аулалии в Арбусоле

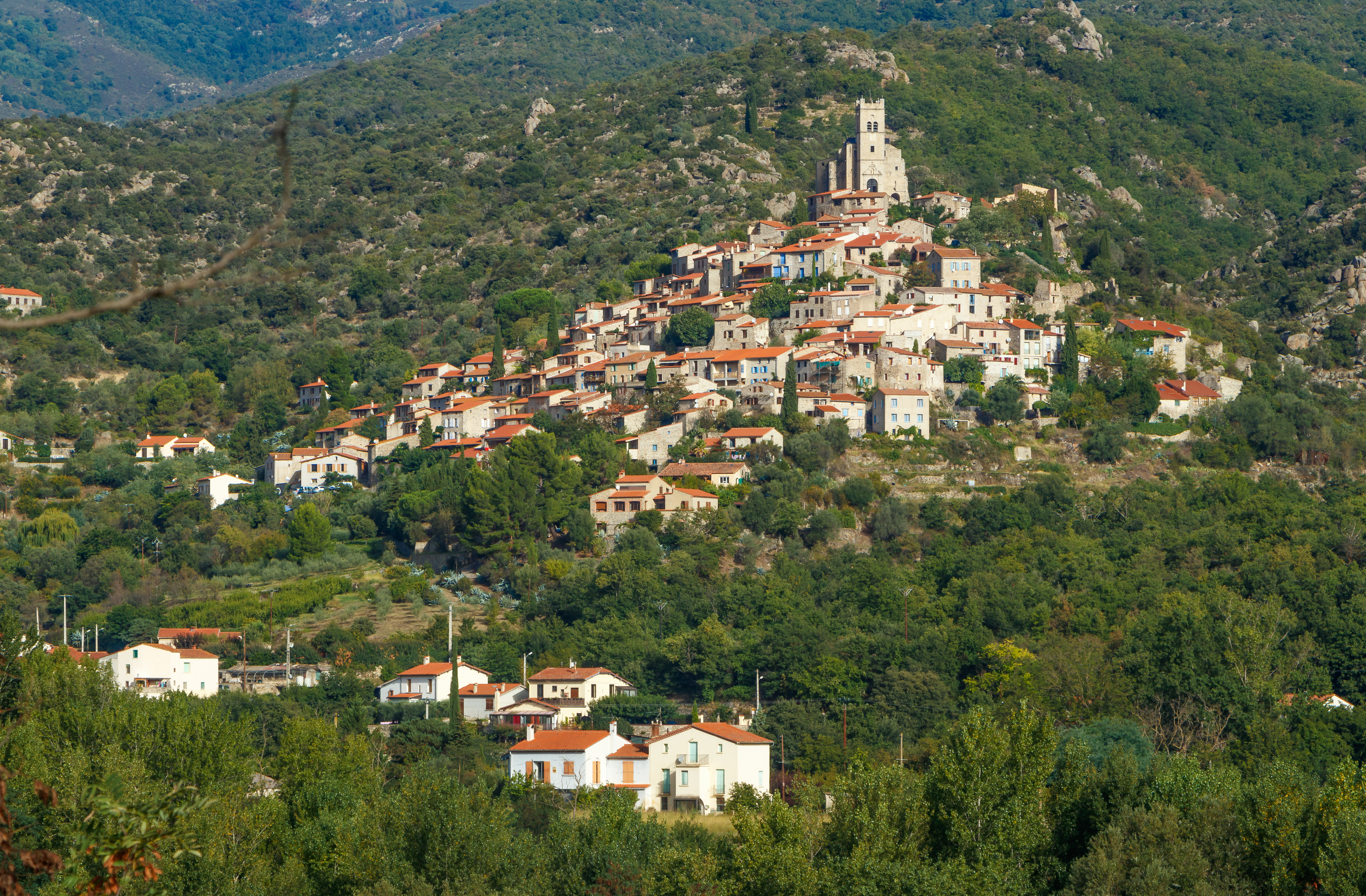
Город Эс

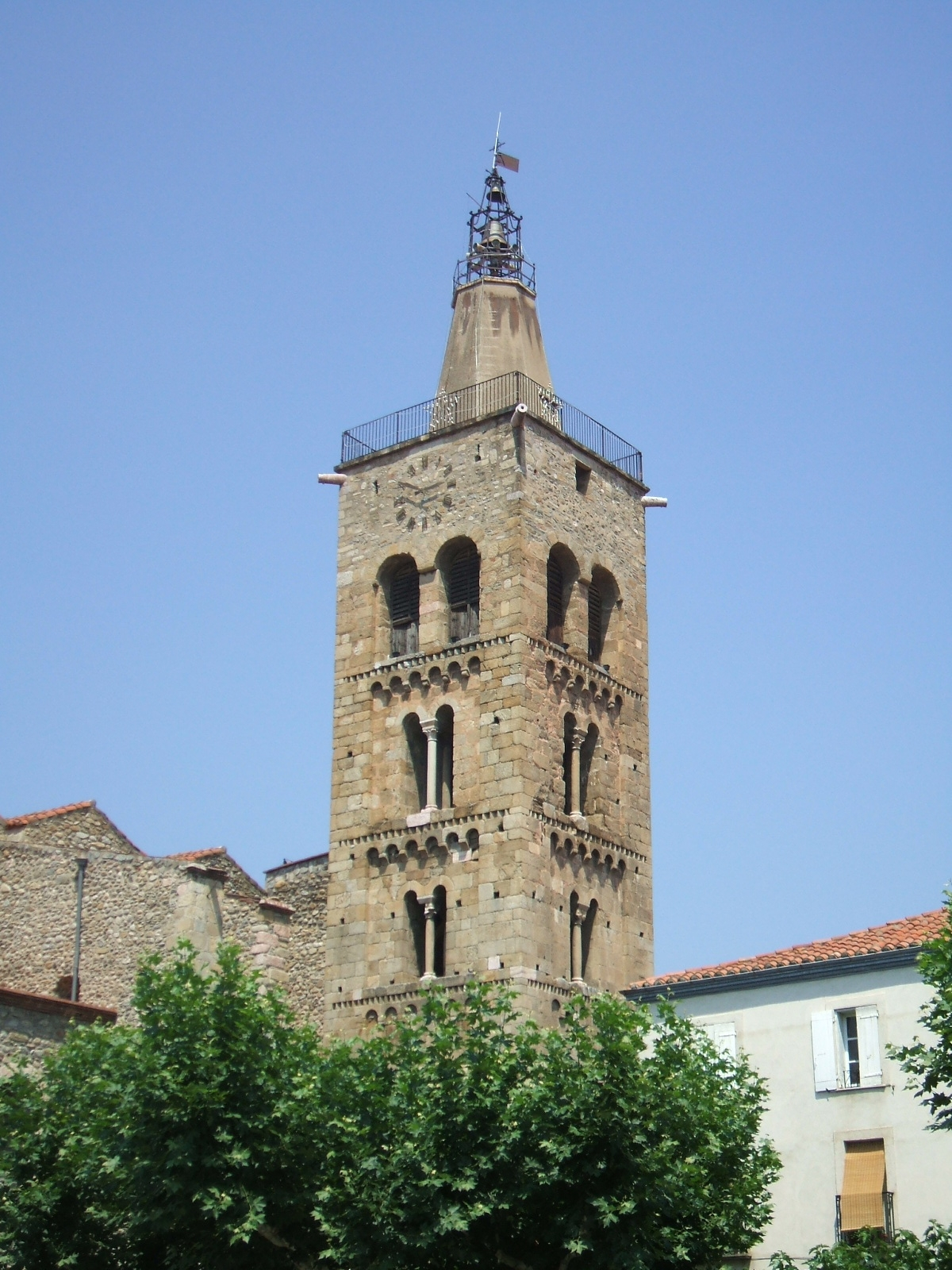
Прада

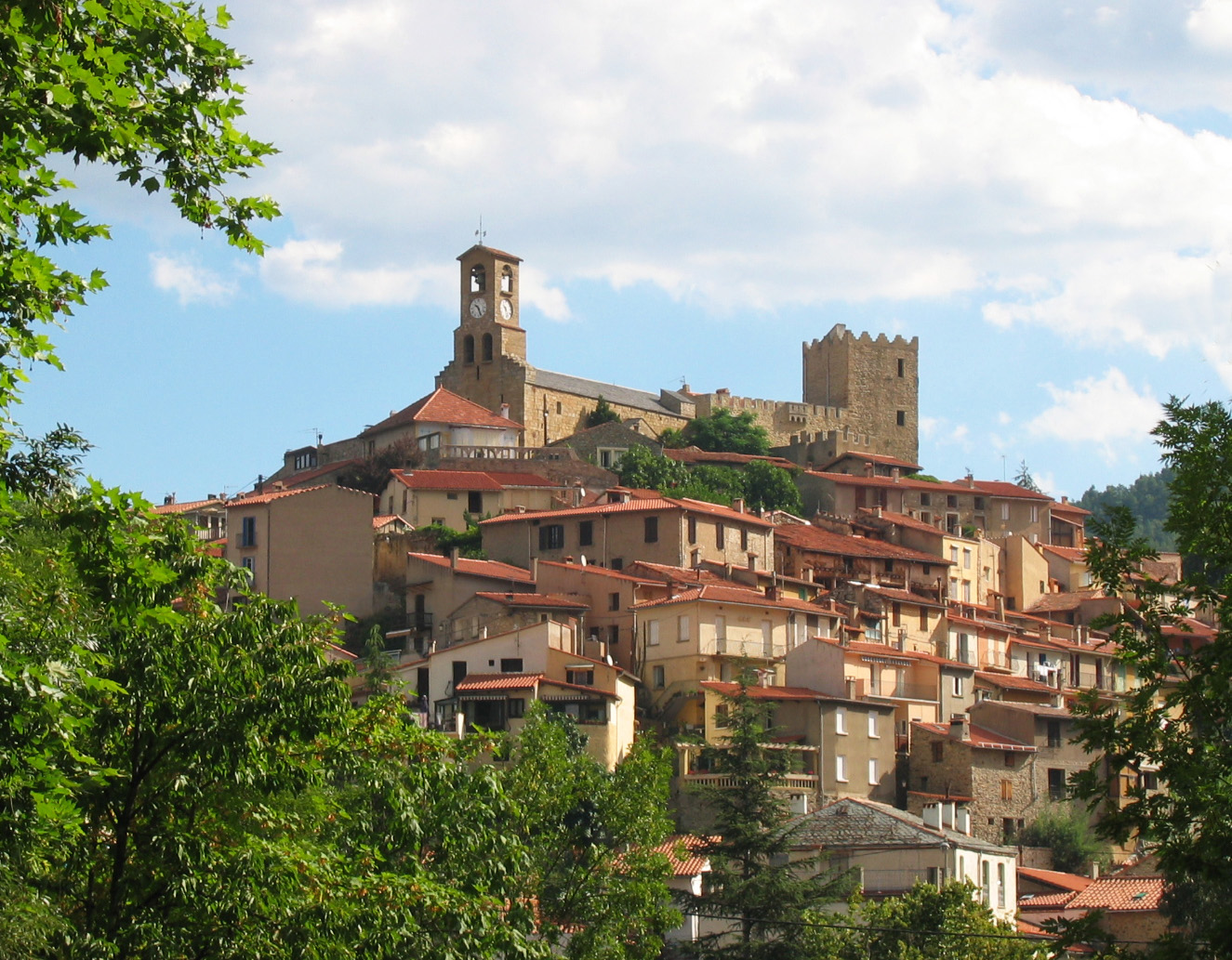
Город Варне-ле-Бан

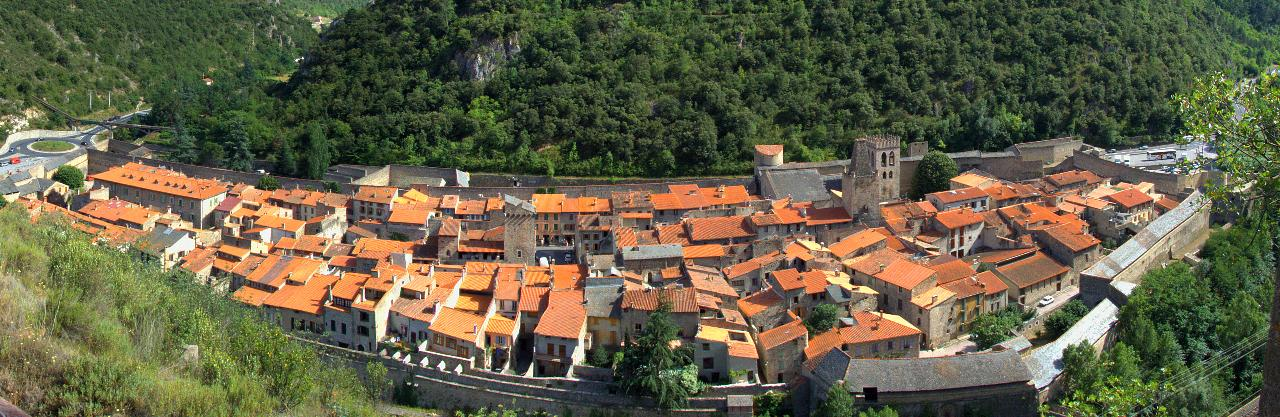
Вильфранш-де-Конфлан

| Населённый пункт       | Население |
| ---------------------- | --------- |
| Айгуатебия-Талау       | 41        |
| Арбусоль               | 115       |
| Кабанасса, ла          | 657       |
| Кампоме                | 113       |
| Канавель               | 32        |
| Кастель-де-Вернет      | 135       |
| Катльар                | 768       |
| Кодьес-де-Конфлан      | 17        |
| Ценза                  | 24        |
| Клара-Вилерак          | 254       |
| Кодалет                | 383       |
| Конат                  | 59        |
| Корнелья-де-Конфлан    | 470       |
| Эскаро                 | 109       |
| Эспира-де-Конфлан      | 171       |
| Эстоэр                 | 148       |
| Эус                    | 387       |
| Фильолс                | 183       |
| Финестрет              | 180       |
| Фонтпердоза            | 126       |
| Фулья                  | 450       |
| Глорианес              | 25        |
| Жок                    | 263       |
| Жужоль                 | 44        |
| Лягуна, ла             | 219       |
| Маркешанес             | 543       |
| Мазос, элс             | 948       |
| Ментет                 | 31        |
| Молидж                 | 230       |
| Монлюис                | 161       |
| Моссет                 | 303       |
| Ноедес                 | 64        |
| Ньер                   | 150       |
| Олета-Эвол             | 371       |
| Урбанья                | 51        |
| Орелья                 | 20        |
| Пи-де-Конфлан          | 92        |
| Планес                 | 53        |
| Прада                  | 6.153     |
| Ралеу                  | 30        |
| Риа-Сирак              | 1.320     |
| Ригарда                | 649       |
| Родес                  | 625       |
| Сан-Пере-делс-Форкатс  | 266       |
| Саорра                 | 379       |
| Сауто                  | 93        |
| Сердинья               | 246       |
| Суаньес                | 40        |
| Тарреак                | 50        |
| Торинья                | 334       |
| Тоэс-Энтревальс        | 36        |
| Вальеставия            | 113       |
| Вальманья              | 35        |
| Верне-ле-Бен           | 1.359     |
| Вильфранш-де-Конфлан   | 214       |
| Винса                  | 2.040     |
| Источник: INSEE (2016) |           |